# میدکالدر
میدکالدر (به انگلیسی: Mid Calder) یک روستا در بریتانیا است که در لوتیان غربی واقع شده‌است. میدکالدر ۵٬۳۷۰ نفر جمعیت دارد.